# Waldschule (Lauchhammer)
Die Lauchhammeraner Waldschule befindet sich im Stadtteil Lauchhammer-Ost. Das von 1930 bis 1931 errichtete Gebäude steht unter Denkmalschutz und ist in der Denkmalliste des Landes Brandenburg eingetragen.

## Geschichte
Nach dem Zusammenschluss der Gemeinde Naundorf mit dem Gutsbezirk Lauchhammer zur neuen Gemeinde Lauchhammer im Jahre 1929 beschlossen deren Vertreter den Bau einer Zentralschule, die „allen modernen Anforderungen“ Rechnung tragen sollte. Die vom Architekten Heinrich Otto Vogel aus Senftenberg entworfene Volksschule kombinierte funktionalistische Ideen (in Wände integrierte Schränke, Ausstellungsvitrinen und Waschgelegenheiten) mit einem versachlichten und neoromanisch inspirierten Historismus (Rundbögen, Fensterarkade, Glockenturm) und Heimatstil (Satteldächer, Lausitzer Klinker).
Die Schule wurde in einem ruhigen und dennoch zentral im Ort gelegenen Kiefernwäldchen als repräsentative Dreiflügelanlage errichtet. Das Gebäude sollte die Landschaft auf dem bewaldeten Bergrücken als „Schulschloss“ bekrönen und das Dorfbild abschließen. Die Fassade wurde mit rotbraunen Lausitzer Ilseklinkern verkleidet. Ein klassischer Schulhof wurde nicht geplant, stattdessen sollte der umliegende Wald als Aufenthalts-, Bewegungs- und Spielgelände dienen.
Im Ostflügel befand sich über der Turnhalle die Aula und ein Zeichenraum. Im Keller wurden die Küche, ein Handarbeitsraum, die Hausmeisterwohnung und ein Schwimmbecken angelegt. Der naturwissenschaftliche Fachraum, die Rektoren- und Lehrerzimmer sowie der Vorbereitungsraum befanden sich im Mittelflügel. Der dort platzierte Haupteingang mit dem von vier Pfeilern getragenen Vordach hob sich portikusartig hervor. Das zentrale Treppenhaus wurde durch ein großes Blumenfenster erhellt. Der Westflügel enthielt in Erd- und Obergeschoss insgesamt zehn Klassenzimmer. Über dem östlichen Flügel und dem Wandelgang boten Terrassen Möglichkeiten für Unterricht im Freien.
Die Schule ging nach 15-monatiger Bauzeit am 20. Dezember 1931 in den Schulbetrieb und hatte zunächst zwölf Lehrkräfte. Erster Rektor der Schule wurde Herr Hellwig. Infolge des stetigen Zuzugs von Arbeitskräften, die für die sich ständig vergrößernden Industriebetriebe der Umgebung benötigt wurden, vergrößerte sich die Schülerzahl bald erheblich. Allein in Lauchhammer-Ost war die Einwohnerzahl von 4333 im Jahr 1933 innerhalb von sechs Jahren auf 5179 gestiegen. Nach einem zeitweiligen Stillstand des Schulbetriebs im Zweiten Weltkrieg, dessen Ende mit Plünderungen im Schulgebäude verbunden waren, begann am 1. Oktober 1945 wieder der Unterricht. Eine weitere Steigerung der Schülerzahl brachte nun der Zuzug von Vertrieben aus den ehemaligen deutschen Ostgebieten. Die Einwohnerzahl des Ortes erhöhte sich bis 1946 auf 6401 und so betrug die Schülerzahl zeitweise 973, welche in 27 Klassen von 28 Lehrern unterrichtet wurden. Erst ein im Jahr 1954 erfolgender Schulneubau in der Naundorfer Straße in Bockwitz (heute Lauchhammer-Mitte) konnte die Situation, die unter anderem mit akutem Lehrermangel und dem Ausfall von zahlreichen Unterrichtsstunden verbunden war, entschärfen.
Im Laufe ihrer Geschichte wechselte die Schule mehrmals ihren Status und den Namen. So befand sich hier von 1945 bis 1985 die Grundschule Lauchhammer-Ost. 1985 wurde sie kurzzeitig in Mittelschule Lauchhammer-Ost umbenannt und im folgenden Jahr erhielt sie nach einer Reform des Bildungswesen in der DDR den Status einer Polytechnischen Oberschule (POS) und hieß fortan POS VI Lauchhammer-Ost. Im Jahr 1976 kam außerdem noch der Name Ernst Thälmann zu Ehren des 1944 im KZ Buchenwald ermordeten kommunistischen Politikers hinzu, welchen die Schule allerdings nach der Wende im Jahr 1991 wieder ablegte. Seitdem hat sie auch wieder den Status einer Grundschule. Die Namensgebung in „Waldschule“ erfolgte schließlich am 7. Mai 2004.

## Bekannte ehemalige Schüler und Lehrer
- Benno Pludra, Schriftsteller
- Lothar Kühne, Philosoph
- Gunter Sonneson, Schauspieler